# Chabutwa (Tanga)
Chabutwa è una circoscrizione rurale (rural ward) della Tanzania situata nel distretto di Sikonge, regione di Tabora. Conta una popolazione di 7 837 abitanti (censimento 2012).